# Dassault Mirage 4000
Dassault Mirage 4000, također poznat i kao Super Mirage 4000, prototip je francuskog borbenog lovca na mlazni pogon kojega prouzvodi francuski proizvođač Dassault Aviation (Dassault - Breguet). Razvijen je na osnovi vojnog lovca Miragea 2000.

## Dizajn i razvoj
Mirage 4000 značajno je veće mase i veći od jednomotornog modela Mirage 2000. Model 4000 pokreću ga dva SNECMA M53-2 turbofen motora. S modelom 2000 dijeli isti dizajn delta krila, polukružne usisnike zraka i opću konfiguraciju.
Dassault Mirage prvi puta je poletio 1979., te je financiran kao privatno ulaganje same tvrtke Dassault Aviation. Lovac je veličinom identičan američkom F-15 Eagle, a dizajniran je da bude lovac presretač velikog doleta i sposoban lovac bombarder.
Tijekom ranih 1980-ih daljnji razvoj Mirage-a 4000 je otkazan nakon što je Saudijska Arabija odlučila kupiti F-15 Eagle. Francuske zračne snage temeljile su se na Mirage 2000, tako da je Mirage 4000 u konačnici ostao bez kupca.
Neka od znanja stečena njegovom izradom primijenila su se u izradi aviona Dassault Rafale. Jedini proizvedeni model Miragea 4000, odnosno njegov prototip, od 1995. nalazi se u Francuskom zrakoplovnom i svemirskom muzeju (fra. Musée de l'Air et de l'Espace).

## Korisnik
Francuska
- Od 1995. prototip aviona nalazi se u Musée de l'Air et de l'Espace.

## Tehničke karakteristike
Osnovne karakteristike
- posada: 1
- dužina: 18,7 m
- raspon krila: 12 m
- površina krila: 73 m²
- visina: 5,8 m

Letne karakteristike
- najveća brzina: 2445 km/h (1519 mph)
- dolet: 2000 km (1240 milja)
- najveća visina leta: 20.000 m
- specifično opterećenje krila: 220 kg/m²
- motor: 2x SNECMA M53-2 turbo-fen motor

Naoružanje
- naoružanje:
- 2x 30 mm top
- 8000 kg raznog eksplozivnog naoružanja
  - ASMP taktički nuklearni projektil

## Vidjeti također
Povezani zrakoplovi
- Dassault Mirage 2000
- Dassault Mirage 2000N/2000D

Usporedivi zrakoplovi
- F-15E Strike Eagle

## Vanjske poveznice
- Mirage 4000